# Utrechtse doopbelofte

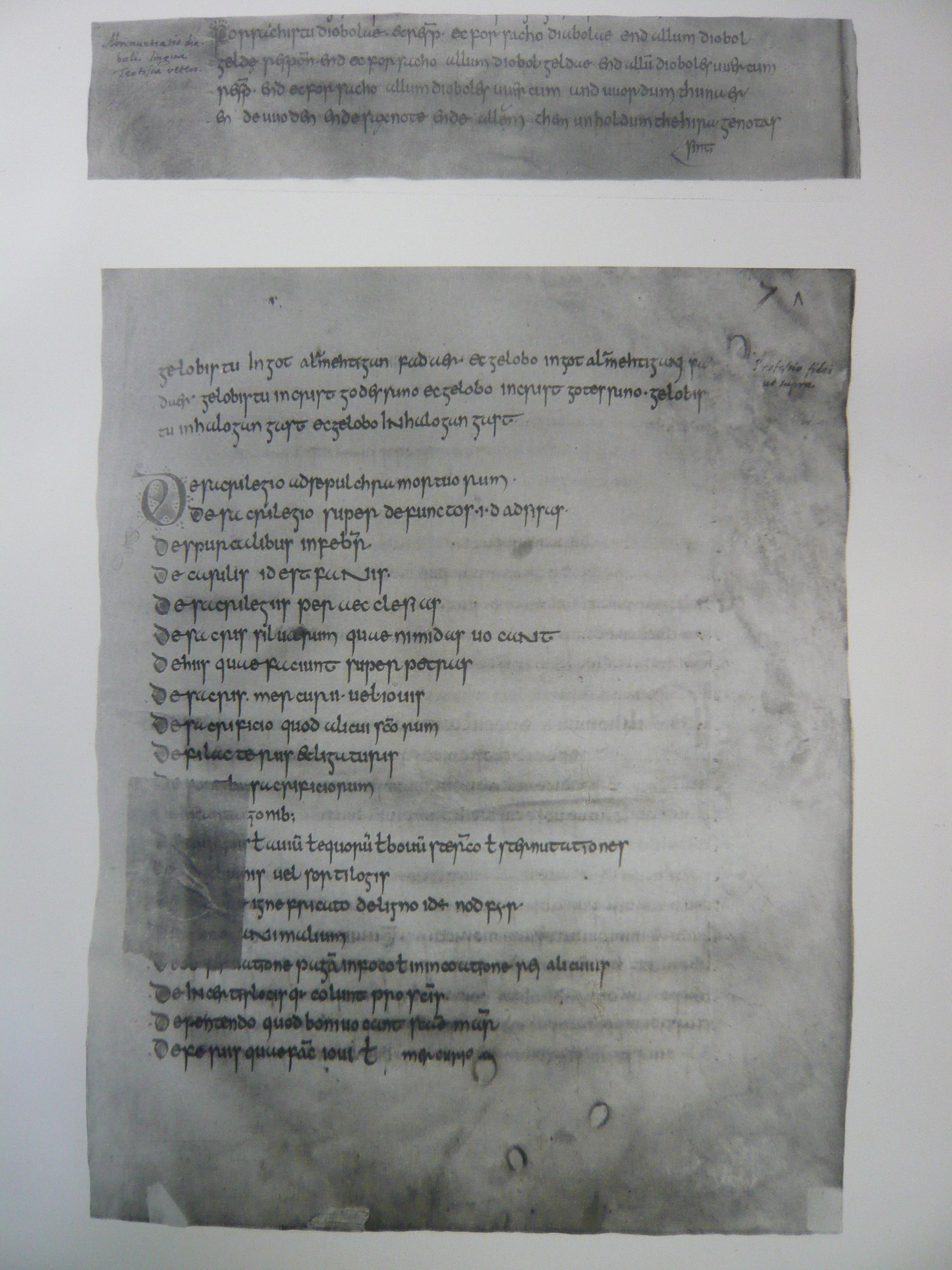
De doopgelofte in twee delen: "Forsachistu diobolae.." en "gelobistu in got alamehtigan fadaer". Links bijschrift in latere hand: "Abrinuciatio diaboli lingua Teotisca veter." = Afzwering van de duivel in oud-Duits. Onder de doopgelofte in het Latijn een opsomming van de eerste 20 gebruiken in de Indiculus superstitionum et paganiarum

De Utrechtse doopbelofte (ook Utrechtse doopgelofte of Saksische doopgelofte) stamt uit het einde van de 8e eeuw (776-800) en is een christelijke tekst waarmee de bewoners van de door de Karolingen onderworpen gebieden hun geloof in de oude Germaanse religie moesten afzweren en hun geloof in God de Vader, Christus als Gods Zoon en de Heilige Geest bevestigden. Ondanks dat de tekst ook wel de Oudsakische doopgelofte wordt genoemd, is er een geschil over hoe de taal van de tekst moet worden gecategoriseerd, aangezien het kenmerken van het Oudengels, Oudnederlands en Oudsaksisch vertoont. Vermoedelijk is de oorspronkelijke tekst - die niet is overgeleverd - in het Utrechtse missiecentrum door een Angelsaksische missionaris opgesteld.

## Manuscript
De doopgelofte is overgeleverd in een manuscript uit de 9de eeuw, waarvan de taal  8ste-eeuws lijkt, en dat bewaard wordt in de Biblioteca Apostolica Vaticana, de bibliotheek van het Vaticaan in Rome, de Codex Palatinus Latinus 577, op folio 6 verso en 7 recto. De gelofte wordt gevolgd door de zogenaamde indiculus superstitionum et paganiarum, een opsomming van dertig heidense gebruiken.

## Taal
Over de taal waarin het stuk geschreven staat bestaat onduidelijkheid. Maurits Gysseling heeft de tekst gekenmerkt als Oudnederlands. Ongetwijfeld is de tekst geschreven in een mix van verschillende West-Germaanse dialecten, met kenmerken die kunnen behoren tot Oudhoogduits, Oudsaksisch, Oudfries, Oudnederlands (Oudnederfrankisch) en Oudengels. Dit heeft geleid tot een discussie over waar de tekst vandaan komt, niet in de laatste plaats omdat door zijn ouderdom de tekst  als een belangrijk monument kan worden gezien voor welke van de genoemde talen dan ook. Omdat van het Oudnederlands bijzonder weinig bewaard is gebleven, geldt dit zeker voor het Nederlands. Het is echter waarschijnlijker dat voor de kopiisten van de tekst dit taalonderscheid niet zo belangrijk was, omdat in die tijd de talen zeer dicht bij elkaar lagen. 
De belangrijkste taallagen die in de tekst te herkennen zijn: 
- Oudengels, wat doet vermoeden dat de schrijver van het origineel een missionaris was uit Northumbria, waarvan bekend is dat die op het vaste land, in Frisia, naast Sint Bonifatius missiewerk verrichtten.
- Oudsaksisch of Oudnederlands, wat doet vermoeden dat die missionaris de tekst heeft opgesteld in het missiecentrum in Utrecht, waar ongeveer het grensgebied liep tussen beide taalvarianten.
- Oudhoogduits, wat de invloed moet zijn geweest van de laatste kopiist, vermoedelijk een monnik uit Mainz in het huidige Duitsland.[2]

## Inhoud
In de doopgelofte worden specifiek drie Germaanse goden genoemd die als duivels worden voorgesteld en als zodanig afgezworen moeten worden. Het eerste gedeelte van de gelofte waarin de oude goden (hier dus 'duivels') moesten worden afgezworen luidt als volgt (respondeat = (Latijn) hij/zij moet antwoorden):
| Origineel Forsachistu diobolae .& respondeat. ec forsacho diabolae. end allum diobolgeldae, respondeat. end ec forsacho allum diobolgeldae. end allum dioboles uuercum respondeat. end ec forsacho allum dioboles uuercum and uuordum, thunaer ende uuoden ende saxnote ende allum them unholdum the hira genotas, sint. |  | Vertaling 1. Verzaak je de duivel? (en hij/zij moet antwoorden:) ik verzaak de duivel. 2. en alle duivelsoffers? (hij/zij moet antwoorden:) en ik verzaak alle duivelsoffers. 3. en alle werken van de duivel? (hij/zij moet antwoorden:) en ik verzaak alle werken en woorden van de duivel, Donar en Wodan en Saxnot en al de afgoden die hun gezellen zijn. |  |  |

De goden Donar en Wodan zijn ook uit andere bronnen bekend. Bij Saxnot ligt dat moeilijker. Het feit dat hij hier genoemd wordt (en dus afgezworen moet worden), geeft wel aan dat hij belangrijk was voor de Saksen. Misschien betekent zijn naam zoiets als "vriend (vergelijk Nederlands 'genoot') der Saksen", maar dat is speculatie. Het tweede deel van de doopgelofte luidt:
| Origineel gelobistu in got alamehtigan fadaer ec gelobo in got alamehtigan fadaer gelobistu in crist godes suno ec gelobo in crist gotes suno gelobistu in halogan gast ec gelobo in halogan gast |  |  | Vertaling 4. Geloof je in God de almachtige Vader? ik geloof in God de almachtige Vader. 5. Geloof je in Christus Gods Zoon? ik geloof in Christus Gods Zoon. 6. Geloof je in de Heilige Geest? ik geloof in de Heilige Geest. |  |  |

## Gebruikers
Vermoed wordt dat de doopgelofte met bijgaand lijstje in de Utrechtse kathedraalschool in gebruik is geweest. 